# Kötzschau
Kötzschau è una frazione della città tedesca di Leuna, nella Sassonia-Anhalt; essa comprende anche le località di Rampitz, Schladebach, Thalschütz e Witzschersdorf.

## Storia
Kötzschau costituì un comune autonomo fino al 1º gennaio 2010.